# Bilfinger Piping Technologies
Bilfinger Piping Technologies GmbH (vormals bekannt als Essener Hochdruck Rohrleitungsbau / BHR Hochdruck Rohrleitungsbau) war ein Unternehmen mit Sitz in Oberhausen, das sich auf den Bau von Rohrleitungssystemen für den Anlagenbau spezialisiert hatte. Das Unternehmen ist europäischer Marktführer beim Bau von Hochdruck-Rohrleitungen für Wasser-Dampf-Kreisläufe in Kraftwerken und verfügt über jahrzehntelange Erfahrung im Engineering, in der Vorfertigung und Montage. Die besondere Kompetenz lag in der Verarbeitung von Werkstoffen, die für den Einsatz in effizienten, thermisch hoch belasteten, modernen Kraftwerken permanent weiter entwickelt wurden.

## Produkte
Das Unternehmen plante, konstruierte, fertigte und montierte Rohrleitungssysteme für:
- konventionelle und nukleare Kraftwerke (insbesondere Wasser-Dampf-Kreislauf)
- Chemie und Petrochemie
- Stahl- und Hüttenindustrie

Ein Schwerpunkt lag im Bereich der Spezialwerkstoffe für thermisch oder chemisch hoch belastete Systeme.

## Geschichte
Das Unternehmen wurde 1947 als Essener Hochdruck Rohrleitungsbau (EHR) gegründet. Einige Jahre später (1956) wurde das Unternehmen durch die VRB (Vereinigter Rohrleitungsbau) übernommen, aus der später Thyssen Rohrleitungsbau wurde. Im Rahmen eines Dreiecksgeschäftes ging EHR 1970 zusammen mit dem gesamten Konzernbereich Rohrbau von Thyssen an Mannesmann. Ab 1995 gehörte EHR zu Mannesmann Demag Energie- und Umwelttechnik (MDEU). 1999 Übernahme der MDEU durch Technip. 2002 Verkauf an Investoren (Capiton, BBN) und EHR-Management.
2006 kaufte Bilfinger Berger das Unternehmen. Im Juni 2006 stimmten die Kartellbehörden dem Kauf zu. Bilfinger Berger integrierte das Unternehmen in die Sparte Power Services des Geschäftsfeldes Dienstleistungen. Zum Jahreswechsel 2007/2008 firmierte das Unternehmen um und aus EHR wurde BHR. 2012 wurde BHR umbenannt in Bilfinger Piping Technologies.

## Aktuell
Im Jahr 2014 verkündeten die Bilfinger Piping Technologies und Babcock Borsig Steinmüller, dass sie aufgrund von einem Rückgang der Aufträge bis zu 300 Mitarbeiter entlassen wollen und ab 2015 Kurzarbeit einführen wollen.
Bilfinger will sich mit der Zukunftsstrategie „Bilfinger 2020“ neuordnen, dazu werden die Gesellschaften Babcock Borsig Steinmüller, Bilfinger Piping Technologies und Teile der Babcock Noell zusammengelegt. Seit dem 1. September 2017 besteht die neue Gesellschaft und heißt Bilfinger Engineering & Technologies GmbH (BET). Aufgrund der Umstrukturierung fielen 180 Arbeitsplätze weg, vor allem in Oberhausen, Berlin und Stuttgart.